# Veľké Lovce
Velké Lovce, do roku1948 Lót, (maďarsky Újlót nebo Nagylót) jsou obec na Slovensku v okrese Nové Zámky. Do katastru obce patří zřícenina paulínského kláštera Mariánská Čeľaď. Severně od katastru obce je Podhájska

## Historie
Na území obce byly nalezeny zkameněliny, jejichž věk se odhaduje až na 1 – 2 miliony let. Osídlení obce je staré asi 8000 let. Předpokládá se, že zde žili lovci mamutů, protože v roce 1913 se na Zákostolí našla kost mamuta. V obci byla také nalezena (cca 2700 let stará) kostra ženy ve skrčené poloze na boku.
První zachovaná zmínka o obci pochází z roku 1236. Nastarší název obce byl zaznamenán ve formě Lot. Pochází pravděpodobně ze jména rodiny majitele majetku Tomáše Lóthyho. Od roku 1247 byli spolumajiteli obce Lóthyovi. V roce 1512 obec získali Lévaiovci a Haraštiovci, kteří v blíže neurčené době část původního katastru Lovců – osadu Máriačalád (Mariánská Čeľaď) darovali řádu paulínů. První písemná zmínka o této osadě je z roku 1210. Řád zde postavil dvouvěžový kostel a klášter. Za zmínku stojí velká knihovna, nacházelo se v ní 1184 rozličných vzácných knih, které byly v roce 1786 odvezeny do univerzitní knihovny v Budíně. Fungování kláštera zaniklo po vydání dekretu Josefa II. v roce 1786, kterým zrušil působení řádu paulánů.
Do roku 1899 měla nynější obec dvě samostatné části – Velký a Malý Lot. Až katastrofální požár 2. října 1899 způsobil, že celá obec vyhořela a od té doby dostala společný název Nový Lot (maďarsky Újlót). Od roku 1927 se společná obec nazývala pouze Lot. V letech 1938 - 1945 byla obec na území okupovaném Maďarskem na základě první vídeňské arbitráže. Na Velké Lovce byla obec přejmenována v roce 1948.

## Církevní stavby
- Ruiny paulínského kláštera Mariánská Čeľaď, původně barokního komplexu dvouvěžového kostela a tříkřídlého kláštera s rajským dvorem, z roku 1745. Klášter zde již existoval minimálně od potvrzení vydaného králem Ludvíkem Jagellonským v roce 1517. Kostel byl dostavěn v roce 1782. Klášter byl zrušen reformou Josefa II. v roce 1786. Úpravami prošel v roce 1863. Kostel byl poškozen během druhé světové války, v pozdějším období klášter sloužil jako sklad obilí a ovčinec. Klášter byl dvoupodlažní dvoutraktová barokní stavba. Ze zdevastovaného kláštera se dochovalo jen torzo obvodových zdí.[3]
- Reformovaný kostel, jednolodní neoklasicistní stavba z roku 1882 s polygonálním závěrem a představenou věží.
- Římskokatolický kostel Mateřství Panny Marie, jednolodní neorománská stavba z let 1904-1906 s polygonálním ukončením presbytáře a představenou věží.